# میلان بابا احمدی
میلان بابا اَحمدی یا بامِدی، روستایی در دهستان فلارد بخش مرکزی شهرستان فلارد در استان چهارمحال و بختیاری ایران است. 

مردم این روستا از ایل بزرگ بختیاری باب دورکی طایفه بامدی کی اشکی می باشند. مردم این روستا از نظر جایگاه درون طایفه ای با اولاد حاج چراغعلی کریمی کشکی بابااحمدی خویشاوندی بسیار نزدیکی دارند. آ اسکندر کریمی کشکی خان طایفه بارها در این روستا حضور یافته و در منزل کیخا آ علی فتح و ملاعلی مراد سکنا داشته و جلسات سرباز گیری از سه دهستان برای قیام شیرعلی مردان خان را هماهنگ می نمودند.

## کوچ
کوچ طایفه بامِدی به دهستان فلارد مبنی بر سکونت طوایف لر در این بخش و آزادسازی آن منطقه لر نشین از دست طوایف ترک قشقائی بوده است. این طوایف به دستور حاکمان ترک صفوی از ترکمنستان به فلات مرکزی ایران کوچ کرده و توسط شاه مذکور، زمین های دیگر اقوام را به ناحق گرفته بودند. 

## جاذبه‌های گردشگری
از نقاط دیدنی این روستا می‌توان به آبشار زیبای میلان، آستان مقدس امامزاده محمد حنفیه ، چشمه های بیدی و بلوطی، غار نفتی، سخره سفید و دشت برنج  اشاره کرد.

## جمعیت
بر پایه سرشماری عمومی نفوس و مسکن در سال ۱۳۹۵، جمعیت این روستا برابر با ۵۲۰ نفر (۱۴۴ خانوار) بوده‌است. جمعیت کوچ کرده از این روستا ۶۵ خانوار است که در سرشماری مذکور نیامده است. 